# Horné Chlebany
Horné Chlebany (allemand : Oberhelbing, hongrois : Felsőhelbény) est un village de Slovaquie situé dans la région de Nitra.

## Histoire
Première mention écrite du village en 1328.

## Démographie

### Évolution de la population
| Année:               | 1994. | 2004.   | 2014.   | 2024.   |
| -------------------- | ----- | ------- | ------- | ------- |
| Nombre de personnes: | 369   | 339     | 360     | 370     |
| Différence:          |       | -8,13 % | +6,19 % | +2,77 % |

| Année:               | 2023. | 2024.   |
| -------------------- | ----- | ------- |
| Nombre de personnes: | 379   | 370     |
| Différence:          |       | -2,37 % |